# Gyroïde

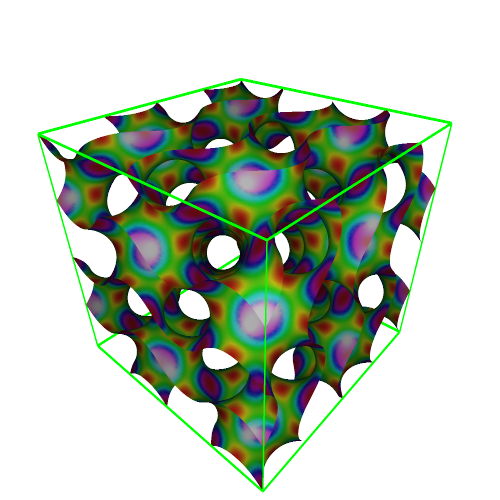
Une surface minimale gyroïde, colorée pour montrer la courbure gaussienne en chaque point.

Un gyroïde est une surface minimale triple périodique infiniment connectée découverte en 1970 par Alan Schoen (en),.

## Histoire et propriétés
Le gyroïde est l'unique membre intégré non trivial de la famille associée des surfaces de Schwarz P et D. Son angle d'association par rapport à la surface D est d'environ 38,01°. Le gyroïde est similaire au lidinoïde. Découvert en 1970 par le Alan Schoen, scientifique de la NASA. Shoen a donné une démonstration convaincante d'images de modèles plastiques complexes et calculé l'angle d'association, mais n'a pas fourni de preuve d'encastrement. Il a noté que le gyroïde ne contient ni symétries planes ni lignes droites. Karcher a donné un traitement différent et plus contemporain de la surface en 1989 en utilisant la construction de surface conjuguée. En 1996, Große-Brauckmann et Wohlgemuth ont prouvé qu'il est intégré, tandis qu'en 1997, Große-Brauckmann a fourni des variantes CMC (courbure moyenne constante) du gyroïde et a fait d'autres recherches sur les fractions volumiques des gyroïdes minimal et CMC.
Le gyroïde sépare l'espace en deux labyrinthes de passages opposés congruents. Le gyroïde a le groupe d'espace I4 1 32 (no 214). Des canaux parcourent les labyrinthes gyroïdes dans les deux directions ; les passages émergent à des angles de 70,5 degrés par rapport à n'importe quel canal donné lorsqu'il est traversé, la direction dans laquelle ils le font tournent le long du canal, donnant lieu au nom de « gyroïde ».
Le terme gyroïde fait référence à la famille associée de la surface de Schwarz P, mais le gyroïde existe dans plusieurs familles qui préservent diverses symétries de la surface.
La surface gyroïde peut être approchée trigonométriquement par une courte équation comme certaines autres surfaces minimales triplement périodiques :
{\displaystyle \sin x\cos y+\sin y\cos z+\sin z\cos x=0}

## Applications
Dans la nature, des structures gyroïdes auto-assemblées se retrouvent dans des copolymères à blocs et certaines mésophases tensioactives ou lipidiques. Dans le diagramme de phase polymère, la phase gyroïde se situe entre les phases lamellaire et cylindrique. De telles structures polymères auto-assemblées ont trouvé des applications dans les supercondensateurs expérimentaux, les cellules solaires et les membranes nanoporeuses. Les structures de la membrane gyroïde se trouvent parfois à l'intérieur des cellules. Les structures gyroïdes ont des bandes interdites photoniques qui en font des cristaux photoniques potentiels. Des cristaux photoniques gyroïdes simples ont été observés dans la coloration structurelle biologique comme les écailles d'ailes de papillon et les plumes d'oiseaux, inspirant des travaux sur les matériaux biomimétiques,,. Les membranes mitochondriales gyroïdes trouvées dans les cellules coniques rétiniennes de certaines espèces de musaraignes présentent une structure unique qui peut avoir une fonction optique.
En 2017, des chercheurs du MIT ont étudié la possibilité d'utiliser la forme gyroïde pour transformer des matériaux bidimensionnels, tels que le graphène, en un matériau structurel tridimensionnel à faible densité, mais à haute résistance à la traction.
Des chercheurs de l'Université de Cambridge ont montré le dépôt chimique en phase vapeur contrôlé de gyroïdes de graphène inférieurs à 60 nm. Ces structures entrelacées sont l'une des plus petites structures 3D de graphène autoportantes. Ils sont conducteurs, mécaniquement stables et facilement transférables, et présentent un intérêt pour une large gamme d'applications.
Le motif gyroïde a également été utilisé dans l'impression 3D pour des structures internes légères, en raison de sa grande résistance, combinée à la vitesse et à la facilité d'impression à l'aide d'une imprimante 3D FDM.